# Rinat Ahmetov
Rinat Leonidovici Ahmetov (în ucraineană Рінат Леонідович Ахметов, în rusă Ринат Леонидович Ахметов, în tătară Ренат Леонид улы Әхмәтов; n. 21 septembrie 1966) este un om de afaceri și oligarh ucrainean.
Ahmetov însuși susține că nu este un oligarh, nu a fost și nu va fi niciodată.
El este fondatorul și președintele la System Capital Management (SCM) și este unul dintre cei mai bogați oameni din Ucraina. Ahmetov este de asemenea președintele clubului de fotbal Șahtar Donețk.
Potrivit americanului Forbes, în aprilie 2023, Ahmetov se afla pe locul 445 în clasamentul celor mai bogați oameni din lume, cu un capital de 5,7 miliarde de dolari.
La mijlocul anului 2023, Bloomberg afirmă că, din cauza invaziei, oligarhii din Ucraina și-au pierdut o parte semnificativă din influența lor.

## Afaceri
În 2000, Rinat Ahmetov a creat System Capital Management (SCM), o companie pentru gestionarea unui portofoliu de active ale sale. Portofoliul SCM include întreprinderi din industria metalurgică, energie tradițională și alternativă, minerit, producție de petrol și gaze, servicii bancare, telecomunicații, imobiliare, transporturi, agricultură și retail.
În timpul invaziei militare pe scară largă a Rusiei, compania energetică a lui Akhmetov, DTEK, continuă să investească în construcția de centrale eoliene în Ucraina și România.
În 2023, DTEK Akhmetov a finalizat construcția primei faze a celui mai mare parc eolian Tiligul din Europa din Ucraina pentru 450 de milioane de euro. Aceasta este cea mai mare investiție din sectorul privat din Ucraina de la invazia rusă la scară largă și primul parc eolian din lume construit în timpul unui război.
Companiile sale sunt de încredere în SUA.
DTEK început să transporte gaz lichefiat în Ucraina în 2024.
2025: DRI, parte a grupului energetic ucrainean DTEK, semneaza cu Kommunalkredit un acord de finantare de aproape 25 mil. euro pentru un parc solar de 60MW in Romania.

## Fotbal
Din 1996, Rinat Ahmetov este proprietarul și președintele Șahtar FC (Donețk), unul dintre cele mai importante cluburi de fotbal din Ucraina.
În acest timp, echipa sub conducerea antrenorului român Luce (Mircea Lucescu) a fost câștigătoarea Cupei UEFA-2009, multiplă campioană a Ucrainei și multiplă câștigătoare a Cupei Ucrainei și a Supercupei Ucraina.
La inițiativa lui Rinat Ahmetov, în 1999, a fost creată școala de fotbal FC Șahtar cu o rețea de filiale în toată Ucraina.
În 2006, Rinat Ahmetov a început construcția unui nou stadion de fotbal super modern în Donețk, iar în 2008 a anunțat că stadionul va fi numit „Donbas Arena” în onoarea lui Donbas.
În 2009, a fost deschis „Donbas Arena”, cel mai mare stadion „Elită” din Europa de Est. Beyoncé a evoluat la ceremonia de deschidere a stadionului. Ulterior, „Donbas Arena” a găzduit meciuri din Liga Campionilor și Campionatul European de Fotbal „Euro-2012”.
De la începutul conflictului militar din Donbas în 2014, echipa de fotbal Șahtior a părăsit Donețk și a jucat în diferite arene din Lviv, Harkiv, Kyiv și Varșovia.

## Caritate
În 2005, compania SCM a creat fondul de caritate „Dezvoltarea Ucrainei”, care din martie 2008 a devenit fondul personal al lui Rinat Ahmetov și îi poartă numele. 
Din 2005, activitățile Fundației Rinat Ahmetov au vizat rezolvarea problemelor sociale acute: tuberculoză, cancer, dezvoltarea adopției naționale, prevenirea orfanității. Fondul oferă asistență de urgență persoanelor aflate în situații dificile de viață.
De la începutul agresiunii ruse împotriva Ucrainei în 2014, Fondul și-a concentrat toate eforturile pe acordarea de asistență populației pașnice din Donbas (livrare de alimente și medicamente, evacuare, relocare etc.).
În 2020, Ahmetov, afacerile sale și fondul său de caritate au alocată 500 de milioane de hrivnă pe lupta împotriva coronavirusului.
La sfârșitul anului 2022, Washington Post l-a numit pe omul de afaceri cel mai mare donator privat al Ucrainei în timpul invaziei ruse, menționând că a donat ajutor de peste 100 de milioane de dolari.
După invadarea Ucrainei de către Rusia la 24 februarie 2022, Fundația joacă un rol important în furnizarea de ajutor umanitar Ucrainei.

## Poziția Civilă, Invazia Rusă Și Ajutorul Ucranei
Când, în 2014, separatiștii susținuți de ruși au încercat să preia controlul asupra Donețkului și a altor teritorii ale Donbasului din estul Ucrainei, domnul Ahmetov și-a condamnat public și în cei mai fermi termeni acțiunile.
El a vorbit în mod clar în sprijinul integrității teritoriale a Ucrainei și a declarat că Donbas poate avea succes și prosperitate doar ca parte a unei Ucraine unite. 
După ce președintele american Joe Biden a avertizat că Rusia ar putea lansa o invazie pe scară largă a Ucrainei pe 16 februarie 2022, Ahmetov s-a dus la Mariupol și s-a întâlnit în perioada 15-16 februarie cu locuitorii orașului și cu angajații uzinelor metalurgice ale Metinvest și, de asemenea, a promis că va plăti taxe în valoare de 1 miliard de hrivnă în avans pentru a ajuta țara.
„Am spus-o de mai multe ori și o voi spune din nou: Donețk și Donbas pot fi fericiți doar într-o Ucraina unită și fericită”, a spus el pe 16 februarie 2022.
Pe 24 februarie 2022, Rusia a lansat o invazie neprovocată pe scară largă a Ucrainei. Domnul Ahmetov a întâmpinat războiul în timp ce era acasă, la Kiev, și de atunci nu a mai părăsit țara nici măcar o zi.
Ahmetov a condamnat dur războiul Rusiei în Ucraina. Afacerea sa a avut mult de suferit în urma acțiunilor militare, iar Ahmetov cere despăgubiri pentru prejudiciul în instanțele internaționale de peste 20 de miliarde de dolari.
Chiar înainte de invazia rusă pe scară largă, omul de afaceri din Donețk a pierdut controlul asupra multor active din metalurgie, energie, imobiliare, telecomunicații, inginerie și agricultură. „Putin este un criminal de război și Rusia este o țară agresoare”, și-a exprimat Ahmetov atitudinea față de război și inițiatorul acestuia.
Afacerile sale ajută armata ucraineană și ucrainenii să reziste și să câștige acest război. „Livrăm medicamente și alimente, evacuăm oameni și ajutăm armata ucraineană. Am alocat deja 100 de milioane de euro pentru a ajuta țara și vom continua să ajutăm”, a declarat Ahmetov pentru RAI3 italian.
În timpul războiului, prin fundația sa caritabilă, companiile pe care le controlează și echipa de fotbal Donețk, Ahmetov a donat aproape 150 de milioane de euro nevoilor armatei și ajutorului populației Ucrainei.
Pe parcursul celor trei ani de război, suma totală a ajutorului s-a ridicat la aproape 315 milioane de dolari.
Ahmetov a spus că 25 de milioane de euro din transferul jucătorului lui Șahtar FC Donețk Mykhailo Mudryk vor merge către proiectul Heart of Azovstal, care vizează „ajutarea apărătorilor lui Mariupol și a familiilor soldaților căzuți în timpul îndeplinirii sarcinilor oficiale”.
Datorită inițiativei „Frontul de oțel” a lui Rinat Ahmetov, afacerea sa metalurgică Metinvest a ajutat la dotarea apărătorilor ucraineni cu toate munițiile și echipamentele necesare pentru a câștiga războiul.
Este cel mai mare donator al Forțelor Armate ale Ucrainei.
Peste 12.000 de angajați ai afacerilor sale s-au alăturat forțelor armate ale Ucrainei. 846 de muncitori (militari și civili) au fost uciși, 97 de persoane au dispărut și 69 au fost capturați.
 Inițiativa sa „Frontul de oțel” a transferat și 3 nave blindate de debarcare și asalt Direcției principale de informații a Forțelor Armate ale Ucrainei.